# Mariä Heimsuchung (Amberg)

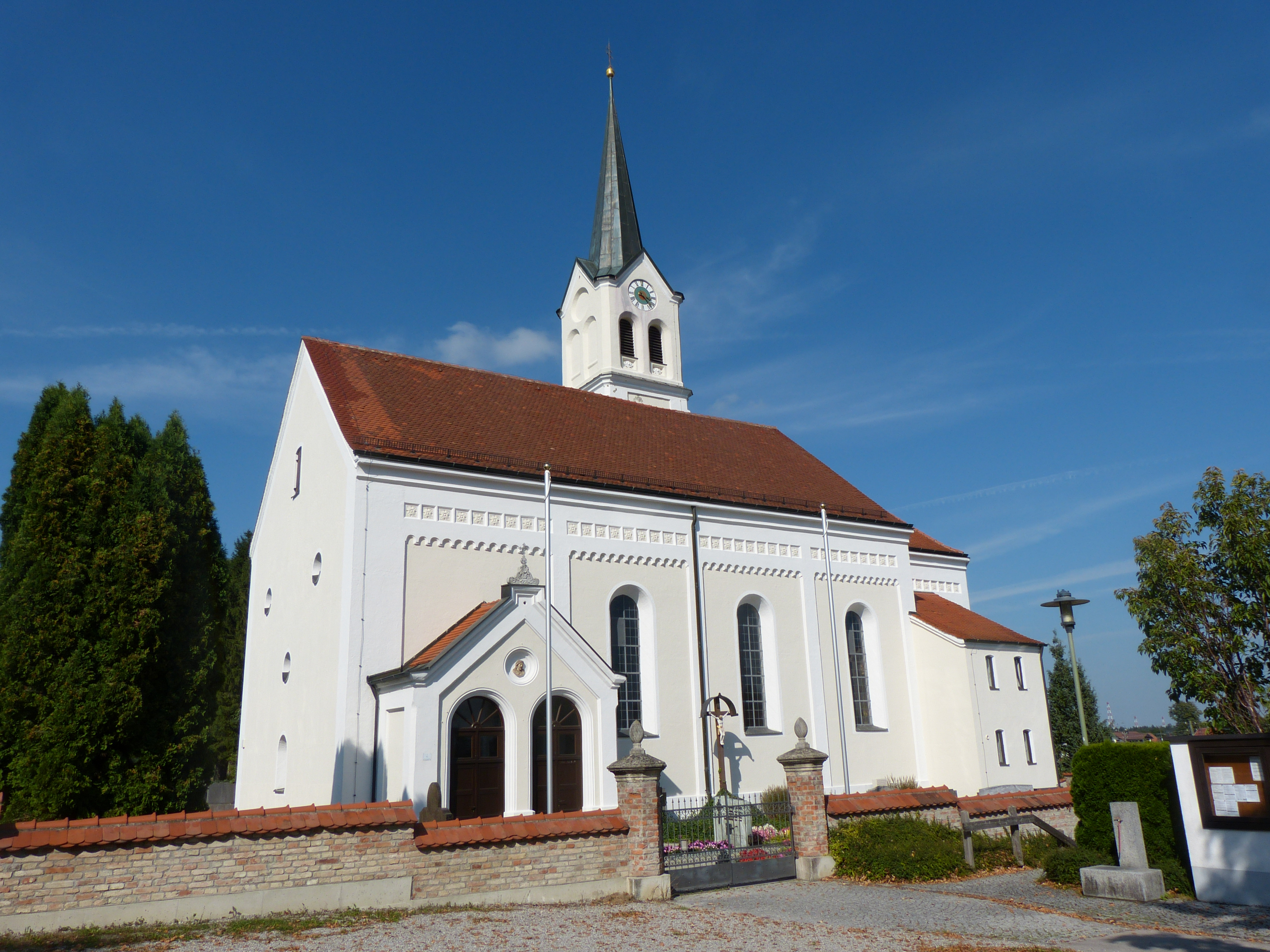
Mariä Heimsuchung in Amberg

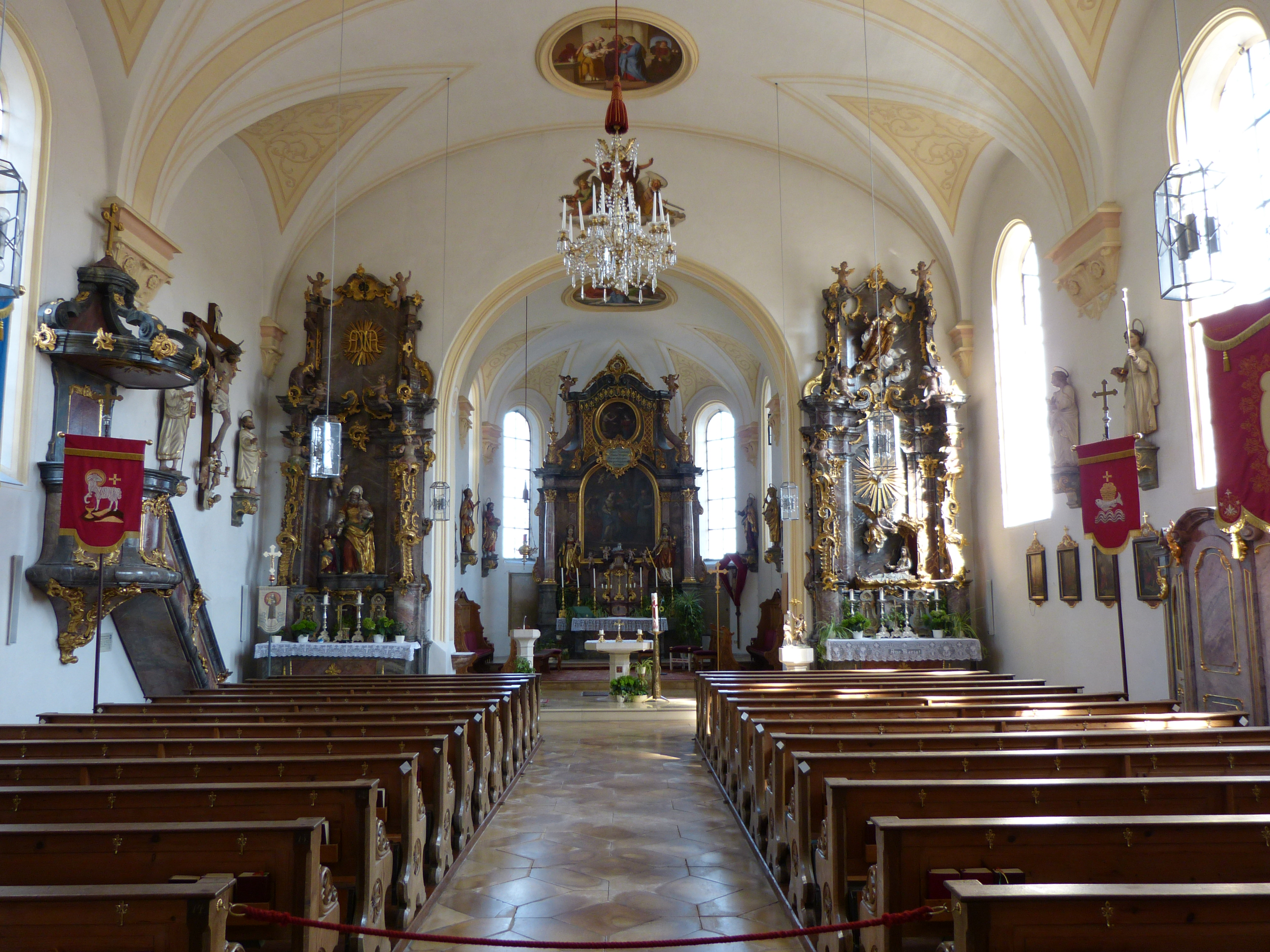
Innenansicht von Mariä Heimsuchung

Die römisch-katholische Kirche Mariä Heimsuchung befindet sich im oberschwäbischen Amberg im Landkreis Unterallgäu in Bayern. Die Pfarrkirche steht unter Denkmalschutz.

## Geschichte
Eine aus dem Jahr 1249 stammende Kirche an dieser Stelle war ursprünglich Johannes dem Täufer geweiht. Diese wurde 1399 auf das Patrozinium Mariä Heimsuchung umgewidmet. Maria Barbara Welser stiftete 1435 im Wochenbett eine Marienfigur, dies führte zur Entstehung einer Wallfahrt. Der Kirchenbau ist im Kern spätgotisch. Im Jahr 1577 wurde eine Familiengruft durch Bartholomäus Welser in die Kirche eingebaut. Dies ist auf der bezeichneten Rotmarmorplatte im Boden unterhalb der Kanzel ersichtlich. Eine Umgestaltung der Kirche fand im 17. oder 18. Jahrhundert statt. 1865 fand eine erneute Umgestaltung in romanisierenden Formen statt. In dieser Zeit wurden auch die Mauern erhöht, das Gewölbe und die Turmobergeschosse erneuert. Die Sakristei und das Vorzeichen wurden ebenfalls in dieser Zeit durch Joseph Miller errichtet.

## Beschreibung

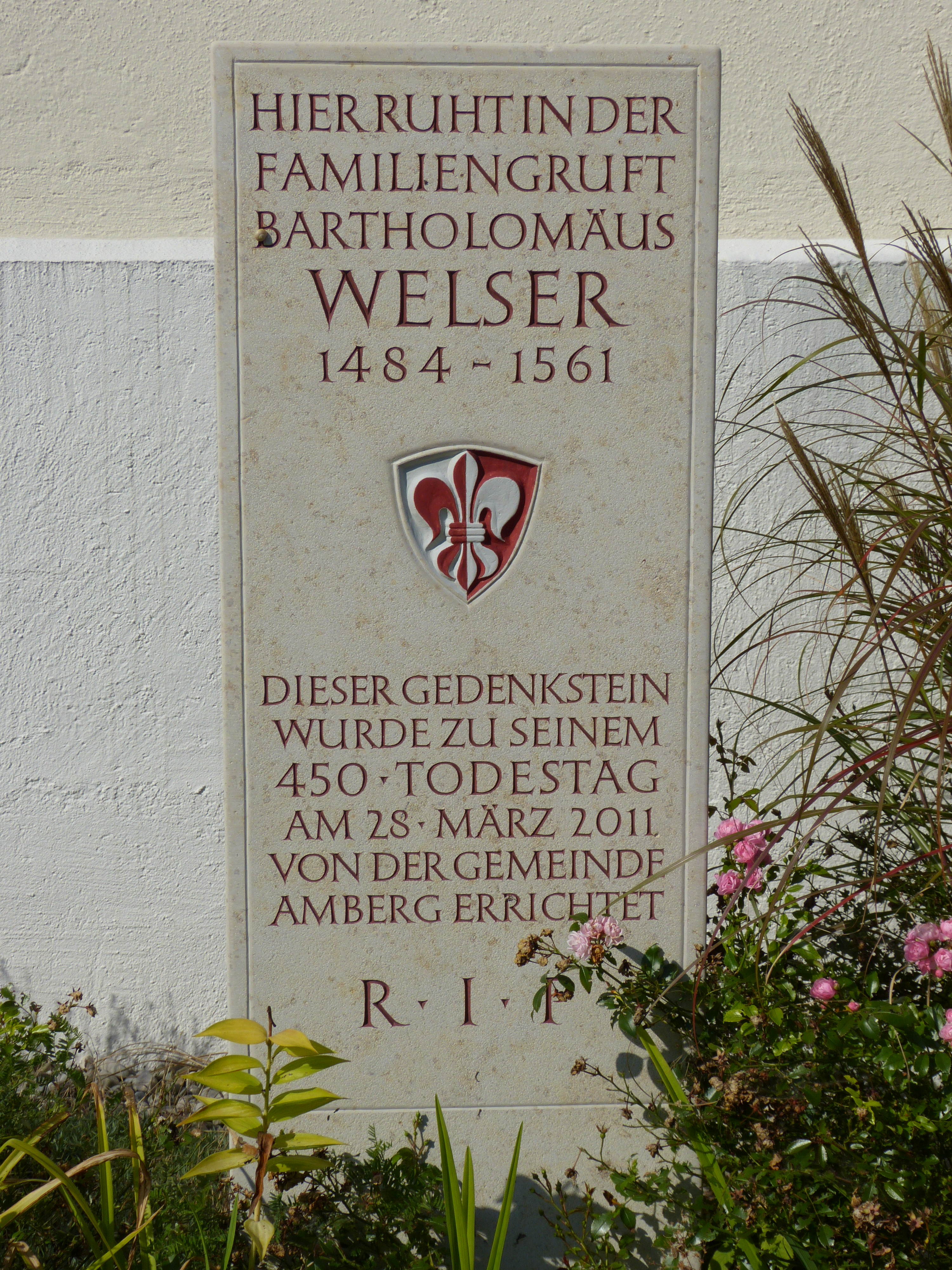
Gedenkstein für Bartholomäus Welser

Die Außenfassade ist durch Lisenen und Blenden mit Rundbogenfries gegliedert. Über diesen befindet sich ein Kassettenfries. Der quadratische Unterbau des Kirchturms an der nordöstlichen Seite des Langhauses stammt aus dem späten 15. Jahrhundert und ist mit Kiel- und Kleeblattbogenfriesen verziert. Die Ecken der Turmobergeschosse sind abgeschrägt. Den Kirchturm schließt ein Spitzhelm ab. Das Kirchenschiff ist mit einer Stichkappentonne bedeckt. An das Langhaus schließt sich der eingezogene Chor mit dreiseitigem Schluss an.

## Ausstattung
Der Hochaltar stammt aus der Zeit um 1680, der neubarocke Auszug aus dem Jahr 1900; der Unterbau ist jedoch mit „1792“ bezeichnet. Das Hochaltarbild wurde 1680 von Matthias Pussjäger geschaffen und zeigt Mariä Heimsuchung. Die seitlichen Figuren des Hochaltares, die Johann Pöllandt zugeschrieben werden, stellen die Heiligen Katharina und Barbara dar.
Die beiden Seitenaltäre wurden um 1765 von Paul Gedler geschaffen und bestehen aus vertikalen rocailleverzierten Aufbauten. Die Figurengruppe der Anna selbdritt auf dem linken Seitenaltar wird Johann Michael Hegenauer zugeschrieben. Der rechte Seitenaltar zeigt das im 18. Jahrhundert überarbeitete gotische Gnadenbild der Maria im Wochenbett. Im Auszug schwebt ein Engel mit Krone über Maria und Gottvater.
Die Rokokokanzel, wohl ebenfalls von Paul Gedler, stammt aus der Zeit um 1760/70.|
Den Kreuzweg von 1842 schuf Ludwig Caspar Weiß. Weitere Figuren in der Kirche sind ein heiliger Sebastian um 1680 von Johann Pöllandt und ein Apostel mit Salvator mundi und Maria von Martin Beichel vom Anfang des 18. Jahrhunderts. Ein Kerkerchristus von 1737 im Vorzeichen stammt von Ignaz Hillenbrand. Eine Kreuzigungsgruppe steht in einer Rundbogenblende. Zu Füßen der Heiligen Georg und Ursula sind die Stifter dargestellt.
Ein Grabdenkmal neben dem Hochaltar erinnert an Anna Imhof († 1548), eine Tochter Bartholomäus Welsers. Ein Sandsteinepitaph im Vorzeichen für Bartholomäus Welser († 1561) wurde bereits 1530/40 in Augsburg geschaffen.

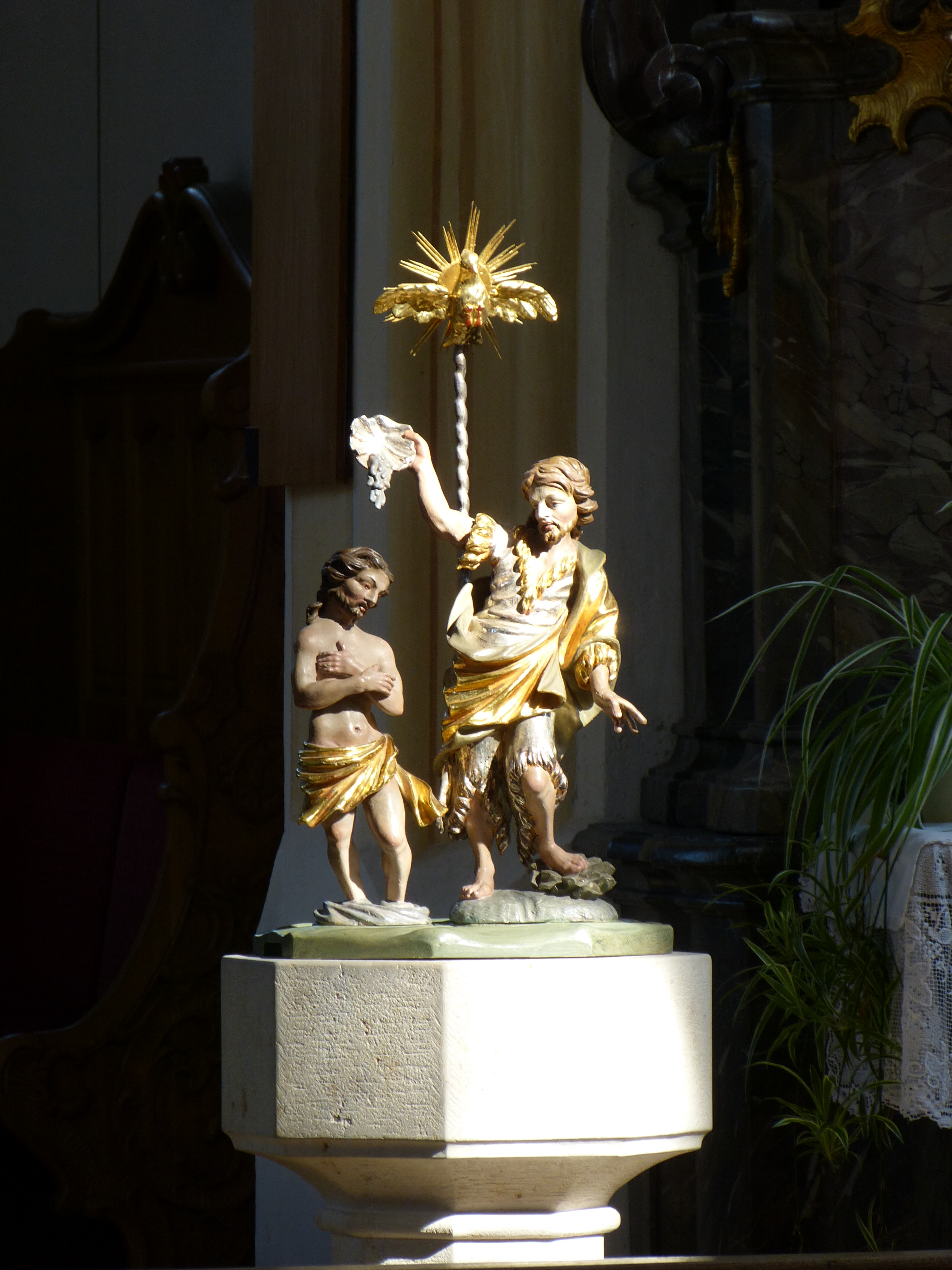
Taufstein
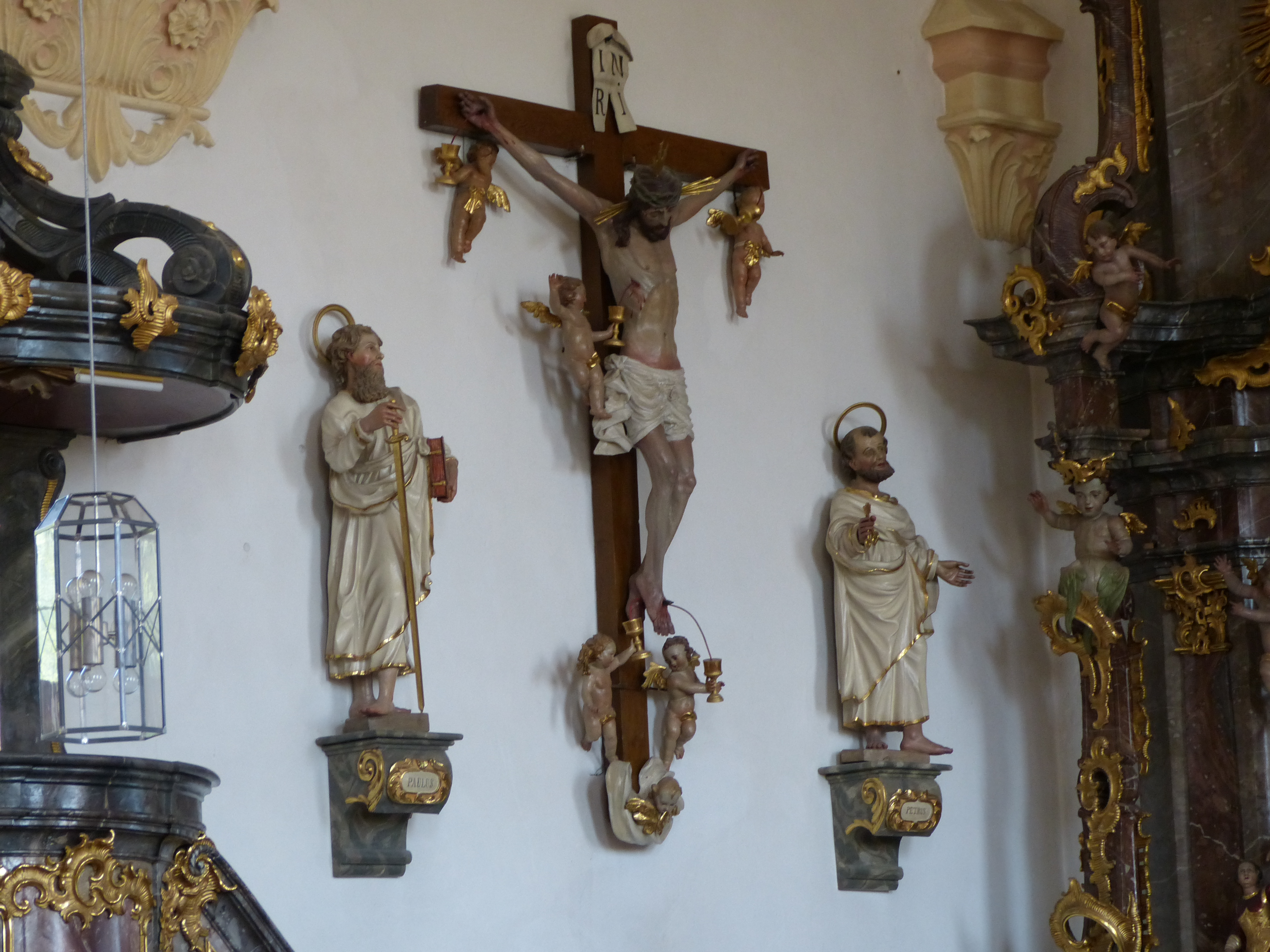
Kreuz
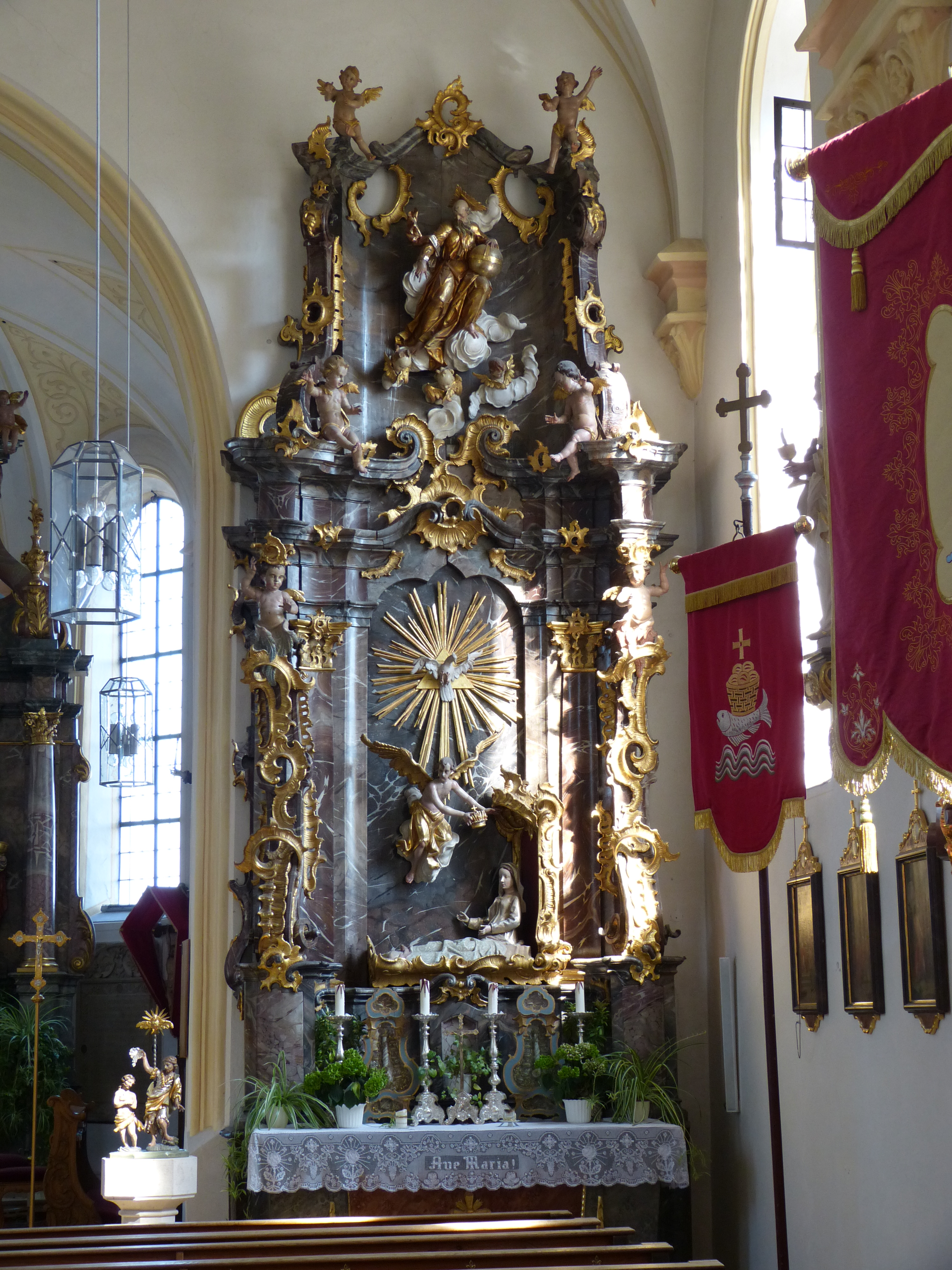
Seitenaltar mit dem Gnadenbild Maria im Wochenbett